# Liste der denkmalgeschützten Objekte in Himmelberg
Die Liste der denkmalgeschützten Objekte in Himmelberg enthält die 8 denkmalgeschützten, unbeweglichen Objekte der Gemeinde Himmelberg.

## Denkmäler
| Foto |                 | Denkmal                                                                                              | Standort                                             | Beschreibung | Metadaten |
| ---- | --------------- | --- | ---------------------------------------------------- | --- | --- |
| ja   | Datei hochladen | Kath. Pfarrkirche hll. Rupert und Virgil und Friedhof HERIS-ID: 53420 Objekt-ID: 61379               | Außerteuchen 7 Standort KG: Äußere Teuchen           | Die schindelgedeckte Kirche mit polygonalem Chor und Nordturm über einer Beinkammer ist ein spätgotischer Bau aus der Mitte des 15. Jahrhunderts. Die einheitliche Ausstattung stammt aus dem dritten Viertel des 18. Jahrhunderts. | BDA-Hist.: Q1726225 Status: § 2a Stand der BDA-Liste: 2025-06-30 Name: Kath. Pfarrkirche hll. Rupert und Virgil und Friedhof GstNr.: .1 Kath. Pfarrkirche Außerteuchen                        |
| ja   | Datei hochladen | Kath. Filialkirche hl. Thomas und Friedhof HERIS-ID: 55148 Objekt-ID: 63702                          | Werschling Standort KG: Dragelsberg                  | Urkundliche Erwähnung 1494. Kleiner Bau, von Friedhofsmauer umgeben, Langhaus im Kern 12./13. Jahrhundert, niedriger Chorturm Ende 15. Jahrhundert mit rundbogigen Schallöffnungen und Pyramidendach. Südliche Sakristei mit Beinkammer im Untergeschoß (gleichzeitig mit Chorturm). Westliches Vordach vom Friedhofsportal getragen. West-Portal spitzbogig, abgefast; seitlicher Opfertisch. Wandmalereien an der Süd-Wand: 10 Gebote in bildlichen Darstellungen, sowie 5 Gebote der Kirche (?); Feld mit den 2 Stiftern, bezeichnet 1516. Bei Restaurierung 1994 Farbigkeit von 1716 wiederhergestellt. Freskensicherung, Teilfreilegung frühgotischer Christophorus. | BDA-Hist.: Q28772422 Status: § 2a Stand der BDA-Liste: 2025-06-30 Name: Kath. Filialkirche hl. Thomas und Friedhof GstNr.: .38 Filialkirche hl. Thomas, Himmelberg                            |
| ja   | Datei hochladen | Kath. Pfarrkirche hl. Martin und Kirchhof mit Karner HERIS-ID: 53882 Objekt-ID: 61959                | Himmelberg Standort KG: Himmelberg                   | Die große Kirche mit dreistufigen Strebepfeilern am polygonalen Chor ist ein im Kern gotischer Bau, der nach einem Brand im 18. Jahrhundert wiederhergestellt und um ein Joch nach Westen erweitert wurde. Im Langhaus sind barocke Wandmalereien; die Ausstattung ist einheitlich barock. | BDA-Hist.: Q1612750 Status: § 2a Stand der BDA-Liste: 2025-06-30 Name: Kath. Pfarrkirche hl. Martin und Kirchhof mit Karner GstNr.: 1377 Pfarrkirche hl. Martin in Himmelberg                 |
| ja   | Datei hochladen | Nischenbildstock hl. Johannes Nepomuk HERIS-ID: 80986 Objekt-ID: 94743                               | Himmelberg, Sonnseitenstraße Standort KG: Himmelberg | Der Bildstock birgt eine Figur des heiligen Johannes Nepomuks aus der zweiten Hälfte des 18. Jahrhunderts. Renoviert im Jahre 2006 von Siegfried Süßenbacher. | BDA-Hist.: Q38174924 Status: § 2a Stand der BDA-Liste: 2025-06-30 Name: Nischenbildstock hl. Johannes Nepomuk GstNr.: 1277                                                                    |
| ja   | Datei hochladen | Schloss Biberstein/Piberstein mit Nebengebäude und Innenausstattung HERIS-ID: 35595 Objekt-ID: 34379 | Schlossweg 2 Standort KG: Himmelberg                 | Der dreigeschoßige Bau mit Arkadenhof und Schlosskapelle wurde 1571 erbaut. Im Erdgeschoß haben die Räume Gewölbe mit Stuckgraten; im Obergeschoß gibt es eine bemerkenswerte Stuckdecke. Im Schlosshof sind einige Grenzsteine von Anfang des 17. Jahrhunderts. | BDA-Hist.: Q2240281 Status: Bescheid Stand der BDA-Liste: 2025-06-30 Name: Schloss Biberstein/Piberstein mit Nebengebäude und Innenausstattung GstNr.: 91/1, 118 Schloss Biberstein (Kärnten) |
| ja   | Datei hochladen | Wohnhaus, Büchsenmacher- oder Malikeusche HERIS-ID: 61962 Objekt-ID: 74457                           | Tiebelweg 31 Standort KG: Himmelberg                 | Das Wohnhaus wurde Ende des 17. Jahrhunderts errichtet. An der Fassade befinden sich Sgraffitodekorationen und darüber die Jahreszahl 1688. Im ersten Obergeschoß ist eine bemalte Kassettendecke erhalten. | BDA-Hist.: Q38098081 Status: Bescheid Stand der BDA-Liste: 2025-06-30 Name: Wohnhaus, Büchsenmacher- oder Malikeusche GstNr.: 257                                                             |
| ja   | Datei hochladen | Volksschule und Turnhalle HERIS-ID: 53880 Objekt-ID: 61957                                           | Schulstraße 8 Standort KG: Himmelberg                | Die Volksschule wurde im Jahr 1908 errichtet. Der Fest- und Turnsaal wurde 1978/80 nach Plänen von Clemens Holzmeister angebaut. Er weist eine in Joche unterteilte Holzdecke sowie ein Emailmedaillon von Giselbert Hoke auf. | BDA-Hist.: Q38058810 Status: § 2a Stand der BDA-Liste: 2025-06-30 Name: Volksschule und Turnhalle GstNr.: 398/2 Volksschule und Turnhalle, Himmelberg                                         |
| ja   | Datei hochladen | Kath. Filialkirche hll. Philipp und Jakob und Friedhof HERIS-ID: 54404 Objekt-ID: 62674              | Pichlern Standort KG: Pichlern                       | Die Kirche mit eingezogenem polygonalen Chor, hölzerner Vorlaube und hölzernem Dachreiter ist ein spätgotischer Bau. Der Hauptaltar ist ein spätgotischer Flügelaltar. | BDA-Hist.: Q1412978 Status: § 2a Stand der BDA-Liste: 2025-06-30 Name: Kath. Pfarrkirche hll. Filipp und Jakob und Friedhof GstNr.: 869 Filialkirche hl. Philipp und Jakob, Pichlern          |